# Sasanka karafiátová
Sasanka karafiátová (Metridium senile, Linnaeus, 1761) je mořský dravý živočich z třídy korálnatců řádu sasanek, který obývá chladnější moře v severských oblastech. Jedná se tedy o oblasti severního Atlantského oceánu a Tichého oceánu, kde se vyskytuje od přílivové zóny až do hloubek maximálně 100 metrů. Preferují skalní oblasti, kde se přichytávají na exponované straně vůči proudění, což jim zajišťuje stálý přísun nové potravy. Sasanka může mít velkou variaci ve vzhledu a v zabarvení.
Sasanka ke svému životu potřebuje slané vody a nevyskytuje se vůbec v oblastech s brakickou vodou.

## Synonyma

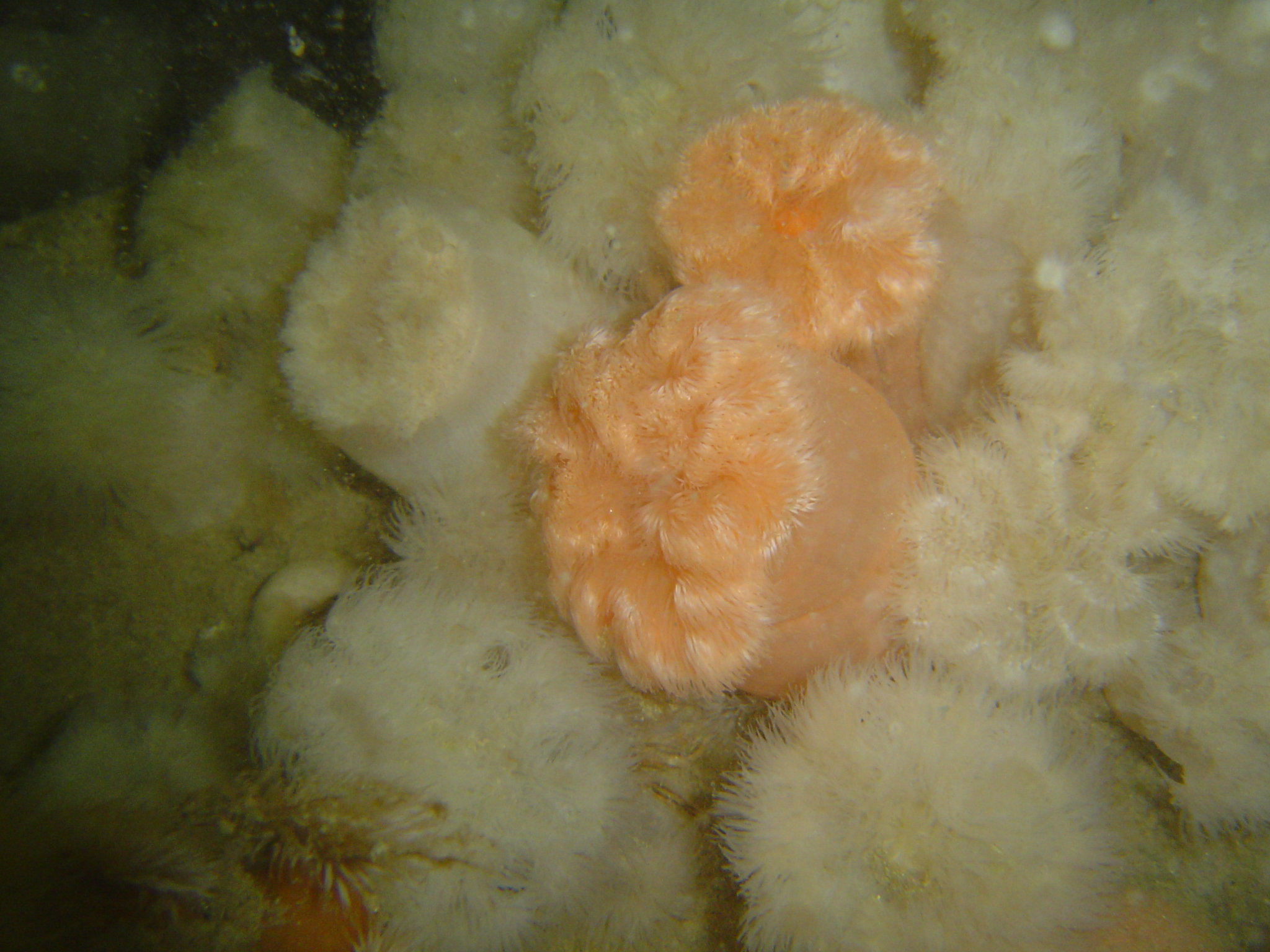
Kolonie sasanek karafiátových

Jiné názvy:
- Actinia senilis
- Actinoloba senilis
- mořský karafiát

## Vzhled
Sasanka má proměnlivý vzhled těla. Skládá se z delšího sloupce, který je ve spodní části u báze rozšířený a zužuje se směrem k vrcholku. Na vrchu se nachází četná malá bílá chapadla, která slouží pro chytání potravy z okolo proudící vody. Jedinci mohou dorůstat velikosti až 30 centimetrů. Barva těla je většinou bílooranžová, tmavě zelená, hnědá, šedá, ale mohou se objevovat i jedinci žlutí či červení.
V případě ohrožení je sasanka schopna zatáhnout horní chapadla do těla.

## Rozmnožování

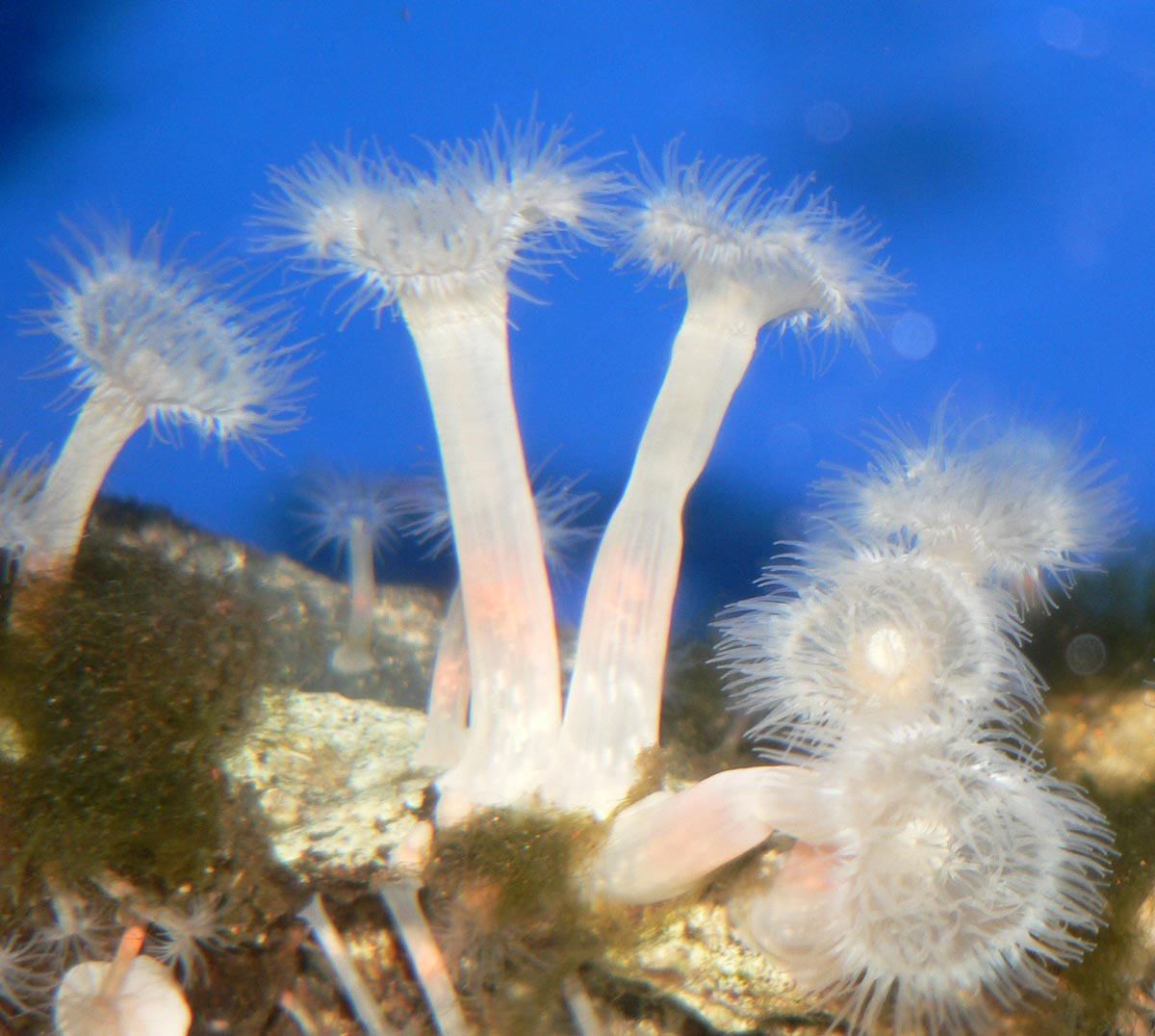
Rozvinutý jedinec chytající potravu

Sasanka se může rozmnožovat pohlavně i nepohlavně v závislosti na lokalitě, kde se jedinec nachází. Pokud se jediný jedinec dostane na příhodné místo, začne se záhy rozmnožovat nepohlavně, což vytvoří kolonii geneticky naprosto shodných jedinců v dané lokalitě. Pokud ale nejsou takto příznivé podmínky, dochází ke genetické výměně informací mezi různými jedinci.